# Área de conservación regional Vilacota Maure
La área de conservación regional Vilacota Maure abarca la provincia de Tacna, Tarata y Candarave, perteneciente al departamento de Tacna en el Perú. Fue establecida el 27 de agosto de 2009 mediante Decreto Supremo N.º 015/2009-MINAM. El objetivo del área de conservación regional es conservar los recursos de flora y fauna silvestre como el Suri (Rhea pennata) y la protección de la cuenca del río Maure y la laguna Vilacota. Se encuentra en el altiplano que comprende tolares, gramadales, bofedales y lagunas. Las pocas poblaciones en la zona se dedican principalmente a la actividad ganadera de camélidos. Existen pequeños bosques de Polylepis en las cumbres circundantes. La zona se ha reportado 80 especies de aves resaltando el suri y los flamencos.
Se ubica en los ámbitos geográficos de los distritos de Palca, Susapaya, Ticaco, Tarata y Candarave y protege una superficie de 124 313,18 ha.
En esta zona se protege a:
- Las lagunas permanentes de Vilacota, Taccata, Ñeque, Camiri y Paucarani, además de la laguna temporal de Ancocota.
- La cuenca tacneña del río Maure hasta su encuentro con el río Callapuma.
- La cuenca alta del río Calientes y,
- La cuenca del río Jaruma.[4]